# Oningis lahorensis
Oningis lahorensis är en spindelart som beskrevs av Sarah Creecie Dyal 1935. Oningis lahorensis ingår i släktet Oningis och familjen hoppspindlar. Inga underarter finns listade i Catalogue of Life.